# Paraurodera
Paraurodera is een geslacht van kevers uit de familie bladkevers (Chrysomelidae).
De wetenschappelijke naam van het geslacht werd in 1981 gepubliceerd door Moldenke.

## Soorten
- Paraurodera similis Moldenke, 1981